# 尽女星
尽女星（88 Thisbe）是第88颗被人类发现的小行星，于1866年6月15日发现。尽女星的直径为232千米，质量为8.5×1018千克，公转周期为1681.709天。
盡女（是指一個為愛情自盡的女人）。起源是公元八世紀奧維德（Ovid）故事中兩個戀人 Pyramus 和 Thisbe，因父母反對他們結婚，最後女方殉情自盡的故事。